# Hans Langerijs
Hans Langerijs (* 14. Januar 1953 in Blokker, Provinz Noord-Holland) ist ein ehemaliger niederländischer Radrennfahrer.

## Sportliche Laufbahn
Langerijs gewann als Amateur zwei stark besetzte internationale Etappenrennen. 1975 siegte er in der Olympia’s Tour 1975 vor André Gevers. 1977 gewann er die Niedersachsen-Rundfahrt vor Leo Karner.
1978 wurde er Berufsfahrer im Radsportteam Jet Star Jeans und blieb bis 1986 als Radprofi aktiv. Im Profiradsport konnte er einige Kriterien und Rundstreckenrennen gewinnen, große Erfolge blieben jedoch aus. 1978 gewann er das Etappenrennen Zes van Rijn en Gouwe mit einem Etappensieg. Im Circuit de la Sarthe 1979 konnte er einen Teilabschnitt gewinnen.
Im Bahnradsport gewann er 1979 die Silbermedaille bei den nationalen Meisterschaften im Punktefahren hinter Frits Pirard.
1980 schied er in der Tour de France aus. In der Vuelta a España 1986 schied er ebenfalls aus.